# 中之島港
中之島港（なかのしまこう）は、鹿児島県鹿児島郡十島村にある地方港湾。港湾管理者は鹿児島県。統計法に基づく港湾調査規則では乙種港湾に分類されている。

## 概要
トカラ列島の中之島の西岸に位置する港湾で東シナ海に面している。十島村に所在する地方港湾では唯一の県管理港湾となっている。島への唯一の交通手段である村営航路が就航しており、人口が多く村の中心となる島であることから、1968年には、村営航路の寄港地として初めて接岸しての荷役が可能となった。
2015年度の発着数は228隻（317,148総トン）、利用客数は3,854人（乗込人員1,579人、上陸人員2,275人）である。

## 航路

### 村営航路
- 鹿児島港（本港区南埠頭） - 口之島 - 中之島（中之島港） - 平島 - 諏訪之瀬島（切石港または元浦港） - 悪石島（やすら浜港） - 小宝島（小宝島港） - 宝島 - 奄美大島（名瀬港）

十島村が運航するフェリーとしまが週2往復就航する。また、十島村が保有する高速観光船「ななしま2」のチャーター運航での利用も可能である。

## 港湾施設
島の西岸に建設されており、岸壁のほか小型船船溜まりが設けられている。
- -5.5m岸壁（L=120m、2010年供用開始）